# Theta Reticuli
Theta Reticuli (29 Reticuli) é uma estrela dupla na direção da constelação de Reticulum. Possui uma ascensão reta de 04h 17m 40.27s e uma declinação de −63° 15′ 19.8″. Sua magnitude aparente é igual a 5.88. Considerando sua distância de 462 anos-luz em relação à Terra, sua magnitude absoluta é igual a 0.12. Pertence à classe espectral B+.... É uma estrela variável suspeita.